# Arrondissement Albertville
Das Arrondissement Albertville ist eine Verwaltungseinheit des französischen Départements Savoie in der Region Auvergne-Rhône-Alpes. Hauptort (Unterpräfektur) ist Albertville.
Im Arrondissement liegen fünf Wahlkreise (Kantone) und 69 Gemeinden.

## Wahlkreise
- Kanton Albertville-1
- Kanton Albertville-2
- Kanton Bourg-Saint-Maurice
- Kanton Moûtiers
- Kanton Ugine

## Gemeinden
Die Gemeinden des Arrondissement Albertville sind:
| 1. Aime-la-Plagne (73006)             | 2. Albertville (73011)               | 3. Allondaz (73014)              | 4. Les Allues (73015)             |
| 5. Les Avanchers-Valmorel (73024)     | 6. La Bâthie (73032)                 | 7. Beaufort (73034)              | 8. Les Belleville (73257)         |
| 9. Bonvillard (73048)                 | 10. Bourg-Saint-Maurice (73054)      | 11. Bozel (73055)                | 12. Brides-les-Bains (73057)      |
| 13. Césarches (73061)                 | 14. Cevins (73063)                   | 15. Champagny-en-Vanoise (73071) | 16. Les Chapelles (73077)         |
| 17. Cléry (73086)                     | 18. Cohennoz (73088)                 | 19. Courchevel (73227)           | 20. Crest-Voland (73094)          |
| 21. Esserts-Blay (73110)              | 22. Feissons-sur-Salins (73113)      | 23. Flumet (73114)               | 24. Frontenex (73121)             |
| 25. La Giettaz (73123)                | 26. Gilly-sur-Isère (73124)          | 27. Grand-Aigueblanche (73003)   | 28. Grésy-sur-Isère (73129)       |
| 29. Grignon (73130)                   | 30. Hautecour (73131)                | 31. Hauteluce (73132)            | 32. Landry (73142)                |
| 33. La Léchère (73187)                | 34. Marthod (73153)                  | 35. Mercury (73154)              | 36. Montagny (73161)              |
| 37. Montailleur (73162)               | 38. Monthion (73170)                 | 39. Montvalezan (73176)          | 40. Moûtiers (73181)              |
| 41. Notre-Dame-de-Bellecombe (73186)  | 42. Notre-Dame-des-Millières (73188) | 43. Notre-Dame-du-Pré (73190)    | 44. Pallud (73196)                |
| 45. Peisey-Nancroix (73197)           | 46. La Plagne Tarentaise (73150)     | 47. Planay (73201)               | 48. Plancherine (73202)           |
| 49. Pralognan-la-Vanoise (73206)      | 50. Queige (73211)                   | 51. Rognaix (73216)              | 52. Saint-Marcel (73253)          |
| 53. Saint-Nicolas-la-Chapelle (73262) | 54. Saint-Paul-sur-Isère (73268)     | 55. Saint-Vital (73283)          | 56. Sainte-Foy-Tarentaise (73232) |
| 57. Sainte-Hélène-sur-Isère (73241)   | 58. Salins-Fontaine (73284)          | 59. Séez (73285)                 | 60. Thénésol (73292)              |
| 61. Tignes (73296)                    | 62. Tournon (73297)                  | 63. Tours-en-Savoie (73298)      | 64. Ugine (73303)                 |
| 65. Val-d’Isère (73304)               | 66. Venthon (73308)                  | 67. Verrens-Arvey (73312)        | 68. Villard-sur-Doron (73317)     |
| 69. Villaroger (73323)                |                                      |                                  |                                   |

## Ehemalige Gemeinden seit der landesweiten Neuordnung der Arrondissements
- Bis 2015: Aime, Bellentre, La Côte-d’Aime, Fontaine-le-Puits, Granier, Mâcot-la-Plagne, Montgirod, Saint-Martin-de-Belleville, Salins-les-Thermes, Valezan, Villarlurin
- Bis 2016: La Perrière, Saint-Bon-Tarentaise
- Bis 2018: Saint-Jean-de-Belleville, Aigueblanche, Le Bois, Saint-Oyen, La Léchère, Bonneval, Feissons-sur-Isère